# William Steinkamp
William Steinkamp (né le 9 juin 1953 à Los Angeles) est un monteur américain. 

## Biographie
William Steinkamp a principalement collaboré avec les réalisateurs Sydney Pollack et Gary Fleder. 

### Vie privée
Il est le fils du monteur Fredric Steinkamp.

## Filmographie
- 1980 : L'Impossible Témoin (Hide in Plain Sight) de James Caan
- 1981 : King of the Mountain de Noel Nosseck
- 1982 : Tootsie de Sydney Pollack
- 1984 : Contre toute attente (Against All Odds) de Taylor Hackford
- 1985 : Soleil de nuit (White Nights) de Taylor Hackford
- 1985 : Out of Africa de Sydney Pollack
- 1987 : Nuit de folie de Chris Columbus
- 1987 : La Pie voleuse (Burglar) de Hugh Wilson
- 1988 : Fantômes en fête (Scrooged) de Richard Donner
- 1989 : Susie et les Baker Boys (The Fabulous Baker Boys) de Steve Kloves
- 1990 : Havana de Sydney Pollack
- 1992 : Man Trouble de Bob Rafelson
- 1992 : Le Temps d'un week-end (Scent of a Woman) de Martin Brest
- 1993 : La Firme (The Firm) de Sydney Pollack
- 1996 : Vengeance froide (Heaven's Prisoners) de Phil Joanou
- 1996 : Le Droit de tuer ? (A Time to Kill) de Joel Schumacher
- 1997 : Le Collectionneur (Kiss the Girls) de Gary Fleder
- 1998 : Goodbye Lover de Roland Joffé
- 1999 : Mumford de Lawrence Kasdan
- 1999 : L'Ombre d'un soupçon (Random Hearts) de Sydney Pollack
- 2001 : Beautés empoisonnées (Heartbreakers) de David Mirkin
- 2001 : Pas un mot (Don't Say a Word) de Gary Fleder
- 2003 : Le Maître du jeu (Runaway Jury) de Gary Fleder
- 2005 : L'Interprète (The Interpreter) de Sydney Pollack
- 2005 : Midnight Clear de Kristin Ross (court métrage)
- 2007 : August Rush de Kirsten Sheridan
- 2008 : The Express de Gary Fleder
- 2010 : Casino Jack de George Hickenlooper
- 2012 : The Specialist (The Courier) de Hany Abu-Assad
- 2012 : Freaky Deaky de Charles Matthau
- 2012 : A Dark Truth (The Truth) de Damian Lee
- 2013 : Split Decision (Breakout) de Damian Lee
- 2017 : Le Chemin du pardon (The Shack) de Stuart Hazeldine

## Distinctions

### Nominations
Oscar du meilleur montage :
- 1983 : Tootsie de Sydney Pollack, avec Fredric Steinkamp
- 1986 : Out of Africa de Sydney Pollack, avec Fredric Steinkamp, Pembroke J. Herring et Sheldon Kahn (en)
- 1990 : Susie et les Baker Boys (The Fabulous Baker Boys) de Steve Kloves

American Cinema Editors Awards :
- 1983 : Tootsie de Sydney Pollack, avec Fredric Steinkamp
- 1986 : Out of Africa de Sydney Pollack, avec Fredric Steinkamp, Pembroke J. Herring et Sheldon Kahn (en)
- 1993 : Le Temps d'un week-end (Scent of a Woman) de Martin Brest, avec Michael Tronick et Harvey Rosenstock